# Mycterophora geometriformis
Mycterophora geometriformis là một loài bướm đêm trong họ Erebidae.